# La Menesunda
La  Menesunda fue una instalación realizada por los artistas argentinos Marta Minujín y Rubén Santantonín, con la colaboración de Pablo Suárez, David Lamelas, Rodolfo Prayón, Floreal Amor y Leopoldo Maler. Fue presentada durante el mes de mayo de 1965 en el Instituto Di Tella de la ciudad de Buenos Aires.
Junto a las obras de Niki de Saint Phalle, Christo y Claes Oldenburg, La Menesunda es uno de los primeros "ambientes" o instalaciones en la historia del arte. La presentación de la obra revolucionó Buenos Aires, atrayendo una gran cantidad de visitantes y la atención mediática, y es hoy considerada uno de los grandes hitos en la historia del arte argentino.
La Menesunda fue recreada por primera vez en el 2015 y exhibida en el Museo de Arte Moderno de Buenos Aires. Desde entonces, volvió a ser recreada en junio del 2019 en el New Museum de la ciudad de Nueva York, y será presentada en octubre de 2020 en el Tate de Liverpool. Un corto de 8 minutos sobre La Menesunda, originalmente filmado en 16 mm, forma parte de la colección del Museo Reina Sofía desde 2016.

## Galería

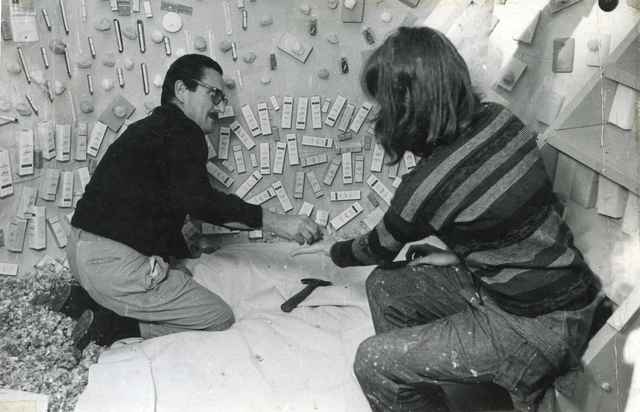
Minujín y Santantonín trabajando en la obra
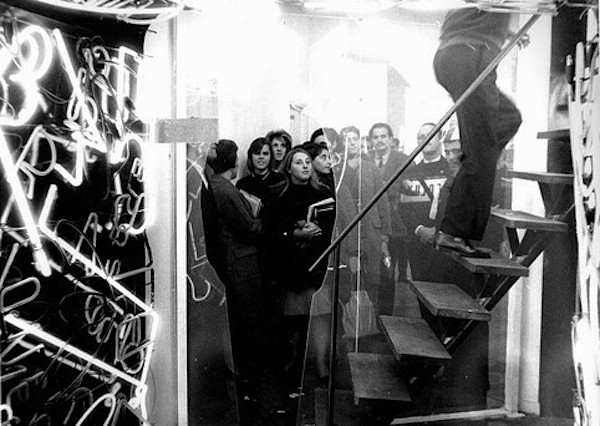
Visitantes ingresando a la instalación
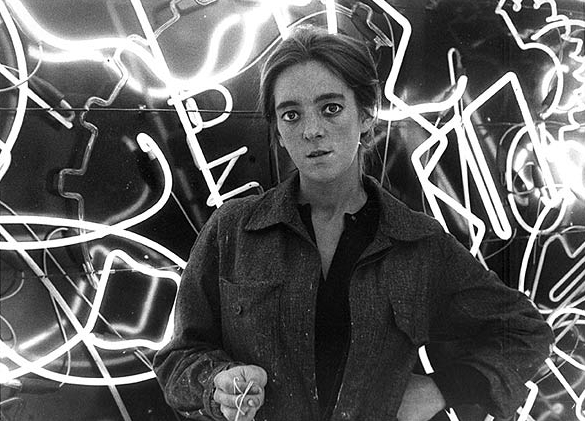
Minujín dentro de La Menesunda
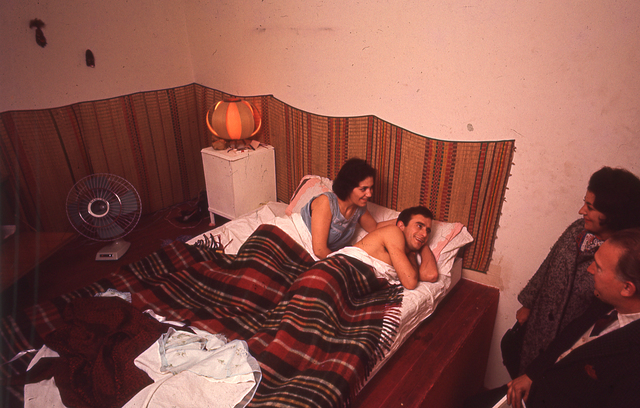
En uno de los ambientes de la obra, los participantes se encuentran con la intimidad de una pareja en la cama
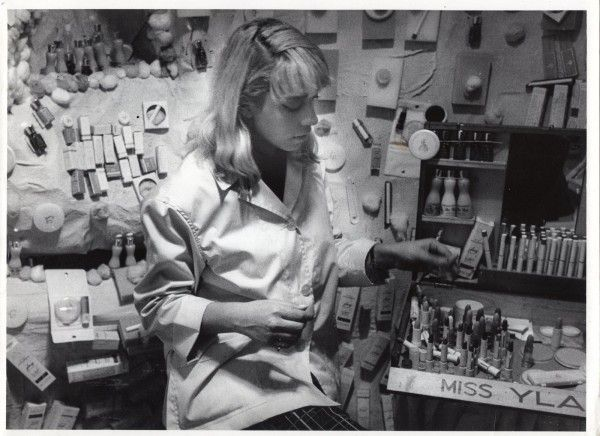
En otro ambiente de la obra, una maquilladora ofrece sus servicios (foto de la Reconstrucción de la obra en el Museo del Arte Moderno de Buenos Aires en 2015)